# Noctilionoidea
Noctilionoidea (зайцегубуваті) — надродина кажанів, що містить сім родин, 68 родів, 256 видів. Включення в Noctilionoidea родини Myzopodidae викликає деякі сумніви.

## Склад надродини
Noctilionoidea (зайцегубуваті)
- Furipteridae (фурієкрилові), 2 роди, 2 види — тропіки Південної Америки
- Mormoopidae (мормопсові), 2 роди, 18 видів — тропіки й теплий помірний клімат Америки
- Mystacinidae (футлярокрилові), 1 рід, 2 види — Нова Зеландія
- Myzopodidae (присосконогові), 1 рід, 2 види — Мадагаскар
- Noctilionidae (зайцегубові), 1 рід, 2 види — тропіки Америки
- Phyllostomidae (листоносові), 60 родів, 225 видів — тропіки й теплий помірний клімат Америки
- Thyropteridae (дискокрилові), 1 рід, 5 видів — тропіки Америки